# Weston, Maine
Weston är en ort i Aroostook County i delstaten Maine, USA.